# Zapovjedništvo za potporu
Zapovjedništvo za potporu (ZzP) najznačajniji je dio logističkog sustava Oružanih snaga Republike Hrvatske i nositelj je provedbe logističke, sanitetske i dijela personalne potpore za OS RH. Uz Glavni stožer, zapovjedništva triju grana OS RH te Hrvatsko vojno učilište, čini jednu od glavnih organizacijskih cjelina Oružanih snaga Republike Hrvatske. Zapovjedništvo za potporu podređeno načelniku GS OS RH.
Zapovjedništvo za potporu nadležno je za preuzimanje i pripremu svih državnih resursa dodijeljenih na raspolaganje OS te za cjelokupan plan njihove uporabe i njegovu primjenjljivost za operacije na bojištu. U skladu s dodijeljenim misijama i zadaćama osigurava namjenski organizirane logističke postrojbe/module terenske logistike kao potporu postrojbama OS RH u operacijama u zemlji i inozemstvu, osigurava ekonomično i učinkovito funkcioniranje OS RH u mjestima baziranja uključujući razvoj i nadzor sustava vanjskih usluga. U suradnji s drugim cjelinama OS RH poboljšava i provodi obuku pripadnika OS RH za logističke specijalnosti kao i funkcionalnu obuku u dijelu logističkih znanja i vještina. 
Osim Zapovjedništva za potporu, logistički sustav OS RH sačinjavaju i ostali logistički elementi i postrojbe u granama, zapovjedništvima, postrojbama i ustanovama OS RH.
Dužnost zapovjednika Zapovjedništva za potporu trenutačno obnaša general bojnik Mladen Fuzul.

## Zadaće Zapovjedništva za potporu
U potpori misijama i zadaćama OS RH, glavne zadaće ZzP-a u miru su:
- logistička i sanitetska potpora postrojbama i zapovjedništvima OS RH u provedbi zadaća odvraćanja od agresije na Republiku Hrvatsku,
- razvoj sposobnosti pružanja logističke i sanitetske potpore združenim operacijama,
- razvoj i održavanje logističkih i sanitetskih sposobnosti za izvođenje operacija potpore miru i humanitarnih operacija u sklopu međunarodnih snaga,
- organiziranje i provedba potpore zemlje domaćina stranim oružanim snagama na državnom području Republike Hrvatske,
- potpora civilnim strukturama RH u operacijama otklanjanja posljedica izvanrednih situacija uzrokovanih prirodnim i tehničkim katastrofama,
- sudjelovanje u razvoju i provedbi logističke i sanitetske potpore OS RH,
- skladištenje svih klasa materijalnih sredstava u OS RH,
- jedinstveno upravljanje osobljem u OS RH,
- protokolarne zadaće.

Glavne zadaće ZzP-a u ratu su:
- osiguranje logističke, sanitetske i personalne potpore snagama koje sudjeluju u prevenciji i odgovoru na prijetnje teritoriju i ključnim objektima infrastrukture Republike Hrvatske,
- nositelj je potpore provedbi mobilizacije OS RH,
- osiguranje logističke, sanitetske i personalne potpore snagama u obrani neovisnosti i suvereniteta Republike Hrvatske u slučaju agresije.

Zapovjedništvo za potporu upravljat će svim provedbenim logističkim, sanitetskim i personalnim procesima za OS RH razvijajući sljedeće sposobnosti:
- pružanje druge razine logističke potpore postrojbama u području operacija,
- ojačanje terenske logistike u operacijama,
- osiguranje dodatne logističke potpore snagama RH tijekom izvršavanja zadaća u inozemstvu,
- skladištenje strateških zaliha svih klasa materijalnih sredstava za osiguranje neprekidnosti logističke potpore OS RH,
- organizacija održavanja složenih borbenih sustava za sve tri grane OS RH s osloncem na vanjske usluge,
- provedba najviše razine održavanja za ostale borbene sustave HKoV-a i tehničko-materijalnih sredstava za sve tri grane OS RH,
- sposobnost jedinstvenog upravljanja osobljem u cjelokupnim OS RH,
- razvoj interoperabilnosti timova zdravstvene zaštite razine opća zdravstvena potpora (ROLE-1) i specijalistička zdravstvena potpora (ROLE-2),
- upravljanje procesima opsluživanja OS RH u stacionarnim uvjetima,
- sposobnost paletiziranog i kontejnerskog transporta,
- sposobnost koordinacije prevoženja na teritoriju RH,
- upravljanje procesima obuke i osposobljavanja službi potpore i struka OS RH,
- koordinacija provedbe treće razine logističke potpore.

## Logistički sustav
Strukturne promjene logističkog sustava dogodile su se 2007. godine, temeljene na
Konceptu logistike, iz 2006. godine. Uspostavom nove organizacije, udio logistike u ukupnoj brojčanoj veličini Oružanih snaga je oko 30%. Pri dimenzioniranju logističkih postrojbi na taktičkoj i operativnoj razini, uvažene su specifičnosti grana HRZ-a i PZO-a i HRM-a te postrojbi borbene potpore. Zajedničke logističke funkcije objedinjene su u okviru Zapovjedništva za potporu kao najveće i najznačajnije logističke organizacije u sustavu obrane.
Nova organizacija omogućila je pojednostavljenje vođenja i zapovijedanja logističkog sustava. Smanjenjem razina logističke potpore i okrupnjavanjem kapaciteta stacionarne logistike pod jednu organizaciju težište daljnjeg razvoja stavljeno je na razvoj sposobnosti pružanja logističke potpore vlastitim snagama u terenskim uvjetima.
Logistički kapaciteti HKoV-a, prema novom logističkom konceptu, koncentriraju se u manevarskim postrojbama - gardijskim brigadama (Logistička satnija GMTBR i Logistička satnija GOMBR), s težištem na pružanju prve razine logističke potpore u području operacija. Za potrebe narastanja snaga HKoV-a ustrojava se logistička pukovnija za pružanje druge razine logističke potpore. Logistički kapaciteti u HRZ-u i PZO-a koncentrirani su u zrakoplovnim bazama, dok je u HRM-u glavna logistička postrojba pomorska baza.

## Ustrojstvo
Krajem 2007. i početkom 2008. tadašnje Zapovjedništvo za logistiku (ZzL) izvršilo je pripreme za prelazak u Zapovjedništvo za potporu i preuzelo dio logističkih i sanitetskih postrojbi iz HKoV-a i HRZ-a i PZO-a (Institut zrakoplovne medicine).
Na čelu Zapovjedništva nalazi se zapovjednik.
Središnjica za upravljanje osobljem provodi dio jedinstvenog upravljanja osobljem, a pokriva sve funkcije profesionalnog razvoja svih kategorija vojnog i civilnog osoblja u OS RH, kao i vojnog osoblja privremeno raspoređenog na službu izvan OS RH. 
Orkestar OS RH izvršava protokolarne zadaće za potrebe državnog i vojnog protokola.
Za potrebe OS RH, ZzP razvija mješovite skladišne komplekse s težištem na skladištima UbS-a (Klasa V) na lokacijama Doljani, Slunj, Trbounje i Velika Buna.
Za potrebe HRM-a razvijat će skladišni kompleksi za mornarički UbS na lokacijama Žrnovnica, Paninkovac i na lokaciji nove pomorske luke koja će biti izgrađena u zamjenu za luku Ploče. OS RH će zadržati skladišne komplekse na lokacijama Skakavac, Babin Dub-Gaženica i Brižine za potrebe skladištenja strateških zaliha goriva. 
U sastavu ZzP-a ustrojeno je Vojno zdravstveno središte, koje je ujedinilo veći dio postrojbi koje su pružale zdravstvenu zaštitu pripadnicima OS-a, kao što je Institut pomorske i Institut zrakoplovne medicine te veći dio ambulanti koje čine sustav primarne zdravstvene zaštite u OSRH.
U Središtu za obuku i doktrinu logistike u Požegi osposobljavaju se pripadnici OS-a koji rade u sustavu logističke i zdravstvene potpore. Ono se također bavi i razvojem doktrina, i to ne samo doktrine logistike već i pojedinih funkcionalnih doktrina kao što su npr. doktrine prometne ili opskrbne službe itd. Središte je i mjesto gdje se nastoji uspostaviti i sustav prikupljanja, analiziranja i distribuiranja naučenih lekcija kao rezultat iskustva iz provedbe logističke i zdravstvene potpore postrojbama u konkretnim operacijama ili vojnim vježbama.

## Vanjske poveznice
- Zapovjedništvo za potporu  Arhivirana inačica izvorne stranice od 16. rujna 2008. (Wayback Machine)